# Praia da Agraciada
A Praia da Agraciada é um areal estreito e baixo, de 13 quilômetros de comprimento, sobre o rio Uruguai, situada no Departamento de Soriano, no Uruguai.
Nesse local desembarcou, em 19 de abril de 1825, a expedição militar dos chamados Trinta e Três Orientais, a mando de Juan Antonio Lavalleja e Manuel Oribe, com o objetivo de expulsar o exército imperial brasileiro que ocupava a Província Oriental, também chamada de Província Cisplatina.